# TARGET
El TARGET (Trans-European Automated Real-time Gross Settlement Express Transfer — «Sistema de Transferència Urgent Automatitzat Transeuropeu en Temps Real») fou un sistema interbancari europeu.
El sistema s'ocupava de processar els pagaments en euros a dins de la Unió Econòmica i Monetària de la Unió Europea en temps real. Comprenia setze sistemes de liquidació bruta en temps real (SLBTR) nacionals i el mecanisme de pagaments del Banc Central Europeu (MEP). El TARGET aprofitava la xarxa i la infraestructura SWIFT per dur a terme els pagaments de manera ràpida i segura.
El TARGET donava servei a més de 1.000 parts participants i més de 48.000 entitats de crèdit (incloent-hi sucursals locals i filials). Al novembre de 2007 fou substituït pel TARGET2, un sistema de pagaments uniforme del Sistema Europeu de Bancs Centrals.